# Bob Whitfield
Bob Lectress Whitfield III (Carson, 18 ottobre 1971) è un ex giocatore di football americano statunitense che ha giocato nel ruolo di offensive tackle nella National Football League (NFL).

## Biografia
Dopo avere giocato al college a football alla Stanford University, Whitfield fu scelto come ottavo assoluto nel Draft NFL 1992 dagli Atlanta Falcons. Vi giocò fino al 2003, dopo di che fu svincolato dalla squadra. Coi Falcons fu convocato per il Pro Bowl nel 1998, anno in cui la squadra si qualificò per il primo Super Bowl della sua storia, perso contro i Denver Broncos. In seguito giocò per i Jacksonville Jaguars (2004) e i New York Giants (2005-2006). Il 12 febbraio 2007 annunciò il proprio ritiro.

## Palmarès

### Franchigia
- National Football Conference Championship: 1

Atlanta Falcons: 1998

### Individuale
- Convocazioni al Pro Bowl: 1

1998

## Statistiche
| Partite totali      | 220 |
| Partite da titolare | 176 |